# UFC 108
UFC 108: Evans vs. Silva fue un evento de artes marciales mixtas celebrado por Ultimate Fighting Championship el 2 de enero de 2010 en el MGM Grand Garden Arena en Las Vegas, Nevada.

## Historia
La propuesta inicial del evento estelar contaba con el campeón de peso medio de UFC Anderson Silva enfrentándose al excampeón peso semipesado de UFC Vitor Belfort. Sin embargo, fue anunciado por el representante de Silva, Ed Soares, que la pelea no tendría lugar en este evento, dado que Silva no se había recuperado por completo de una cirugía de codo.
La pelea entre Brock Lesnar y Shane Carwin por el campeonato de peso pesado de UFC fue reprogramada de UFC 106 a este evento, pero finalmente no tuvo lugar debido a una condición médica por parte de Lesnar.

## Premios extras
Cada peleador recibió un bono de $50.000.
- Pelea de la Noche: Joe Lauzon vs. Sam Stout
- KO de la Noche: Paul Daley
- Sumisión de la Noche: Cole Miller